# Milky Chance
Milky Chance is een Duits muzikaal duo bestaand uit DJ Philipp Dausch en zanger-gitarist Clemens Rehbein. Het tweetal bereikte in februari 2014 voor het eerst de Nederlandse Top 40 met zijn eerste single Stolen Dance, afkomstig van debuutalbum Sadnecessary. Milky Chance maakt alternatieve folk-pop-muziek met reggae- en electro-elementen.

## Ontstaan
Milky Chance-bandleden Clemens en Dausch komen allebei uit Kassel, waar ze dezelfde middelbare school bezochten. In 2012 plaatsten ze voor het eerst gezamenlijke nummers op het internet. Dit leidde tot het album Sadnecessary, dat de twee in 2013 in eigen beheer uitbrachten. Zowel dit album als de debuutsingle Stolen Dance bereikte vervolgens de hitlijsten in verschillende landen, waaronder Duitsland, Nederland en België. Stolen Dance bereikte bovendien in zowel de Oostenrijkse Top 40 als de Schweizer Hitparade de eerste plaats.

## Muziek

### Albums
| Album met eventuele hitnotering(en) in de Nederlandse Album Top 100 | Datum van verschijnen | Datum van binnenkomst | Hoogste positie | Aantal weken | Opmerkingen              |
| ------------------------------------------------------------------- | --------------------- | --------------------- | --------------- | ------------ | ------------------------ |
| Sadnecessary                                                        | 18-10-2013            | 15-2-2014             | 51              | 9*           | Bijgewerkt tot 12-4-2014 |
| Blossom                                                             | 17-03-2017            | 25-03-2017            | 40              | 2            |                          |

| Album met hitnotering(en) in de Vlaamse Ultratop 200 albums | Datum van verschijnen | Datum van binnenkomst | Hoogste positie | Aantal weken | Opmerkingen |
| ----------------------------------------------------------- | --------------------- | --------------------- | --------------- | ------------ | ----------- |
| Sadnecessary                                                | 18-10-2013            | 15-02-2014            | 43              | 1            |             |

### Singles
| Single met eventuele hitnotering(en) in de Nederlandse Top 40 | Datum van verschijnen | Datum van binnenkomst | Hoogste positie | Aantal weken | Opmerkingen                |
| ------------------------------------------------------------- | --------------------- | --------------------- | --------------- | ------------ | -------------------------- |
| Stolen Dance                                                  | 11-11-2013            | 08-02-2014            | 2               | 32           | Nr. 2 in de Single Top 100 |

| Single met hitnotering(en) in de Vlaamse Ultratop 50 | Datum van verschijnen | Datum van binnenkomst | Hoogste positie | Aantal weken | Opmerkingen |
| ---------------------------------------------------- | --------------------- | --------------------- | --------------- | ------------ | ----------- |
| Stolen Dance                                         | 11-11-2013            | 22-02-2014            | 3               | 22           |             |

### NPO Radio 2 Top 2000
Van Milky Chance stond alleen Stolen Dance in 2015 in de NPO Radio 2 Top 2000, op plek 1978.